# MMC-1

MMC-1 com um Pentium II.

Mobile Module Connector 1 (ou MMC-1) é um soquete de 280 pinos desenvolvido pela Intel para ser usado junto com microprocessadores móveis do tipo Pentium P5, Pentium MMX, Pentium II e Celeron. O soquete tem embutido o processador e um regulador de voltagem.